# Созва
Созва (Седзва) (на руски: Созьва, Сэдзьва) е река в Република Коми на Русия, десен приток на Печора. Дължина 215 km. Площ на водосборния басейн 2520 km².
Река Созва води началото си на 131 m н.в., от възвишението Синдзебмусюр, разположено северно от голямото „коляно“ на река Печора. В горното течение тече на север, след което при Северната полярна окръжност завива на запад и запазва тази посока до устието си, като тече паралелно на нея в широка и плитка, силно заблатена долина, като коритото ѝ прави хиляди кривулици (меандри). Влива се отдясно в река Печора, при нейния 267 km, на 7 m н.в. Основните ѝ притоци са леви: Черни Ручей (76 km) и Черни (56 km). Има смесено подхранване с преобладаване на снежното и дъждовното, с ясно изразено пролетно пълноводие през май и юни. Созва протича през безлюдни райони и по цялото си протежение няма нито едно постоянно населено място.